# Güdderath 32 (Mönchengladbach)

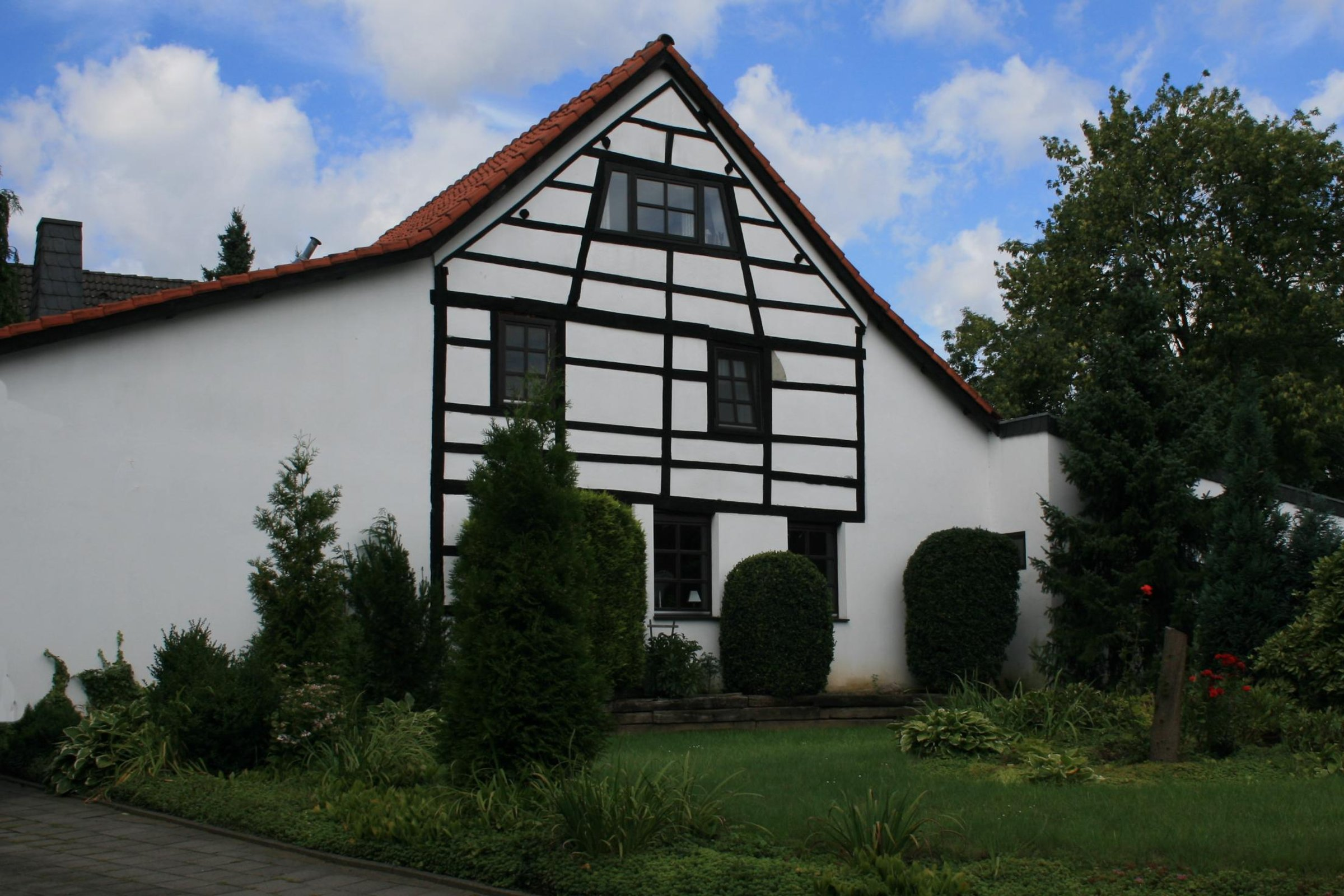
Fachwerkhaus (2010)

Das Fachwerkhaus Güdderath 32 steht im Stadtteil Rheydt in Mönchengladbach (Nordrhein-Westfalen).
Das Gebäude wurde im 18. Jahrhundert erbaut. Es ist unter Nr. G 009 am 14. Mai 1985 in die Denkmalliste der Stadt Mönchengladbach eingetragen worden.

## Architektur
Bei dem Objekt handelt es sich um ein zweigeschossiges, traufenständig orientiertes Fachwerkhaus von fünf Gebinden bzw. 8:4 Gefachen aus dem 18. Jahrhundert mit einem Satteldach.
Es handelt sich um ein schlichtes, in seinem konstruktiven Gefüge jedoch ganzheitlich erhaltenes Fachwerkhaus, das im Umfeld als einziges überkommenes Gebäude seiner Art die handwerkliche Bautradition der Vergangenheit dokumentieren kann.